# Osztrák Szociális Szolgálat
Az Osztrák Szociális Szolgálat az Osztrák Külföldi Szolgálat egyik része, ami a polgári szolgálatra kötelezett osztrákoknak egy tizenkét hónapos alternatívát nyújt a katonai szolgálat helyett.
Ezzel a szolgálattal az érintett ország gazdasági és szociális fejlődését támogatják. A szociális szolgálatot végzők utcagyerekekkel dolgoznak együtt, vagy olyan tervezeteken munkálkodnak, mint például az ivóvízellátás a gazdaságilag elmaradott országokban.  22 országban 69 partnerszervezetnél lehet igénybe venni ezt a lehetőséget.
Az Osztrák Emlékszolgálat és az Osztrák Békeszolgálat más lehetőségek az alternatív polgári szolgálat elvégzésére.